# مركز مرشوش (مرشوش المركز)
مركز مرشوش هو دُوَّار يقع بجماعة مرشوش، إقليم الخميسات، جهة الرباط سلا القنيطرة في المملكة المغربية. ينتمي الدوّار لمشيخة مرشوش المركز التي تضم دوار واحد. يقدر عدد سكانه بـ 2653 نسمة حسب الإحصاء الرسمي للسكان والسكنى لسنة 2004.

## روابط خارجية
- البوابة الوطنية للجماعات الترابية نسخة محفوظة 12 مارس 2018 على موقع واي باك مشين.
- المندوبية السامية للتخطيط